# 퓌센

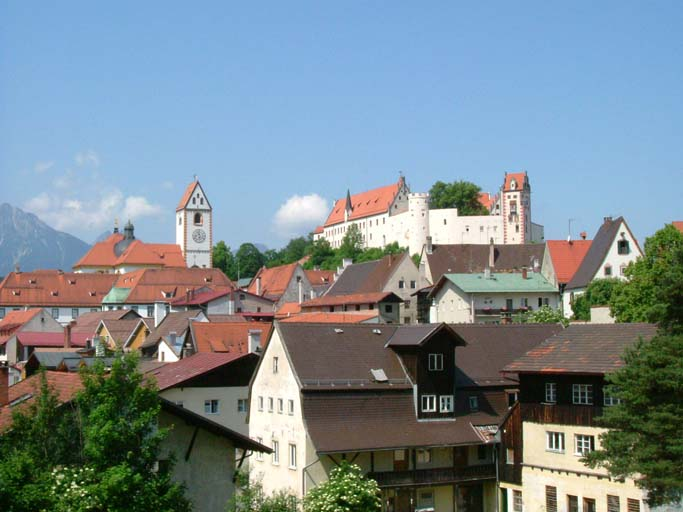
퓌센

퓌센(독일어: Füssen)은 독일 바이에른주에 위치한 도시로 면적은 43.52km2, 인구는 15,265명(2015년 12월 31일 기준), 인구 밀도는 350명/km2이다. 행정 구역상으로는 슈바벤 현에 속한다. 오스트리아 국경에서 북쪽으로 5km 정도 떨어진 곳에 위치한다.
고대 로마 시대에 이탈리아 북부와 아우크스부르크를 연결하는 도로가 건설되면서 도시가 형성되었다. 노이슈반슈타인 성, 호엔슈방가우 성과 가까운 편이다.

시 문장